# Pseudomonas putida
Pseudomonas putida ist ein gram-negatives Bakterium aus der Gattung Pseudomonas.

## Beschreibung
Pseudomonas putida ist ein gram-negatives, stäbchenförmiges Boden-Bakterium. Es kommt in verschiedenen Umgebungen vor, sowohl im Boden als auch auf Pflanzen und im Wasser. Auch wird es häufiger in chemisch verunreinigten Umgebungen nachgewiesen, da es unempfindlich gegen viele Chemikalien ist und diese oft abbauen kann. Die Art wurde 1889 zum ersten Mal beschrieben. Das Genom einer P.-putida-Genvariante (KT2440) wurde um 2002 komplett analysiert. Es enthält etwa 6,18 Megabasenpaare mit einem durchschnittlichen GC-Gehalt von 61,6 %.

## Verwendung
Pseudomonas putida ist ein wichtiges Werkzeug in der industriellen Biotechnologie, da es metabolisch flexibel ist, leicht genetisch modifiziert werden kann und unempfindlich gegen viele Umwelt-Stressoren ist. Auch der Einsatz im Abbau von Schadstoffen (Bioremediation) wird untersucht.